# Nova demokratska stranka Srbije
Nova demokratska stranka Srbije (NDSS ili Nova DSS), ranije poznata kao Demokratska stranka Srbije (DSS) je nacionalistička građanska politička stranka u Srbiji. DSS je osnovana u srpnju 1992. godine, razdvajanjem od Demokratske stranke. Aktuelni predsjednik stranke je Miloš Jovanović.

## Historija
Ožujka 2004. godine, nakon izvanrednih parlamentarnih izbora, Demokratska stranka Srbije formira novu Vladu Srbije s G 17+ i koalicijom Srpski pokret obnove-Nova Srbija. Za predsjednika Vlade izabran je Vojislav Koštunica.
Tijekom listopada i studeni 2006. godine, DSS je bio glavni promovitelj novog Ustava Srbije, koji su građani potvrdili na referendumu krajem listopada iste godine. 
Na sljedećim parlamentarnim izborima, u siječnju 2007. godine, DSS je osvojila (u koaliciji) 47 zastupničkih mjesta. 15. svibnja iste godine, DSS je zajedno s Demokratskom strankom Borisa Tadića i G 17+ Mlađana Dinkića formirala Vladu Srbije na čije čelo je, po drugi put, došao Vojislav Koštunica.
Od početka srpnja 2008. godine, u novoj Skupštini Srbije, predstavljaju opoziciju novoj vlasti koju predvodi koalicija Za evropsku Srbiju, na čijem je čelu Demokratska stranka. DSS-ov partner na svim nivoima je postala Srpska radikalna stranka.
Na unutarstranačkim izborima 12. listopada 2014. na čelo stranke dolazi Sanda Rašković Ivić, kao 2. predsjednik stranke od njenog nastajanja, koja je na tom mjestu zamijenila Vojislava Koštunicu koji je stranku vodio dvadeset godina.